# 12439 Окасакі
12439 Окасакі (12439 Okasaki) — астероїд головного поясу, відкритий 15 лютого 1996 року.
Тіссеранів параметр щодо Юпітера — 3,197.
Названо на честь Окасакі (яп. おかさき(岡崎) окасакі)